# Seznam iranskih generalov
Seznam iranskih generalov.

## A
Gholam Reza Azhari

## B
Mohamad Bageri (ubit 2025) - Teymur Bakhtiar - Karim Buzarjomehri - 

## F
Hasan Firuzabadi

## I
Shahram Irani (admiral)

## J
Amanullah Jahanbani - 

## M
Seyyed Abdolrahim Mousavi

## N
Abbas Nilforushan

## S
Hosein Salami (1960-2025-ubit) - Ali Shamkhani (admiral) - Ali Šadmani (ubit 2025) - Ali Sayad Shirazi (1944-1999) - Qasem Soleimani (1957-2020)

## T
Hassan Toufanian (1918–2000)

## Z
Fazlollah Zahedi - Mohamad Reza Zahedi? (ubit 2024) 